# 阿拉伯方言
阿拉伯語包含許多方言。這些方言有不同的相互理解性。

## 分類

阿拉伯方言分佈地圖（此地圖尚有爭議）

- 阿拉伯語
  - 馬格里布阿拉伯語
    - 阿爾及利亞阿拉伯語
    - 摩洛哥阿拉伯語
    - 突尼斯阿拉伯語
    - 利比亞阿拉伯語
    - 毛里塔尼亞阿拉伯語
    - 安達盧斯阿拉伯語（語言滅亡）
    - 西西里阿拉伯語（語言滅亡）
      - 馬耳他語

  - 黎凡特阿拉伯語
    - 北黎凡特阿拉伯語
      - 敘利亞阿拉伯語
      - 黎巴嫩阿拉伯語

    - 南黎凡特阿拉伯語
      - 約旦阿拉伯語
      - 巴勒斯坦阿拉伯語

  - 埃及阿拉伯語
  - 美索不達米亞阿拉伯語
    - 北美索不達米亞阿拉伯語
      - 塞浦路斯阿拉伯語

    - 南美索不達米亞阿拉伯語
      - 巴格達阿拉伯語
      - 胡齊斯坦阿拉伯語

  - 半島阿拉伯語
    - 海灣阿拉伯語
      - 科威特阿拉伯語

    - 阿曼阿拉伯語
    - 巴林阿拉伯語
    - 也門阿拉伯語

  - 蘇丹阿拉伯語
  - 中亞阿拉伯語